# Une fille de la province
Pour plus de détails, voir Fiche technique et Distribution.
Une fille de la province (The Country Girl) est un film américain réalisé par George Seaton, sorti en 1954.

## Synopsis
Un metteur en scène de Broadway tente de permettre à un chanteur-acteur, qui a sombré dans l'alcoolisme, de remonter sur scène.

## Fiche technique
- Titre : Une fille de la province
- Titre original : The Country Girl
- Réalisation : George Seaton
- Scénario : George Seaton d'après la pièce de théâtre de Clifford Odets
- Production : William Perlberg et George Seaton
- Musique : Victor Young
- Photographie : John F. Warren
- Montage : Ellsworth Hoagland
- Décors : Sam Comer et Grace Gregory
- Costumes : Edith Head
- Maquillage : Wally Westmore
- Pays d'origine : États-Unis
- Format : Noir et blanc - Mono
- Genre : Drame et film musical
- Durée : 104 minutes
- Date de sortie : 1954
- Affiche : Boris Grinsson (France)

## Distribution
- Bing Crosby (VF : René Fleur) : Frank Elgin
- Grace Kelly (VF : Raymonde Reynard) : Georgie Elgin
- William Holden (VF : Michel André) : Bernie Dodd
- Anthony Ross (VF : Richard Francœur) : Philip Cook
- Gene Reynolds (VF : Serge Lhorca) : Larry
- Jacqueline Fontaine (VF : Lita Recio) : Chanteuse de salon
- Eddie Ryder : Ed
- Robert Kent (VF : Roger Till) : Paul Unger
- John W. Reynolds (VF : René Arrieu) : Henry Johnson, le pianiste
- Chester Jones (VF : Georges Hubert) : Ralph, l'habilleur noir du théâtre

### Acteurs non crédités
- Katherine Warren : une spectatrice au théâtre
- George Chakiris : un danseur

## Distinctions
Oscars
Le film gagna deux Oscars :

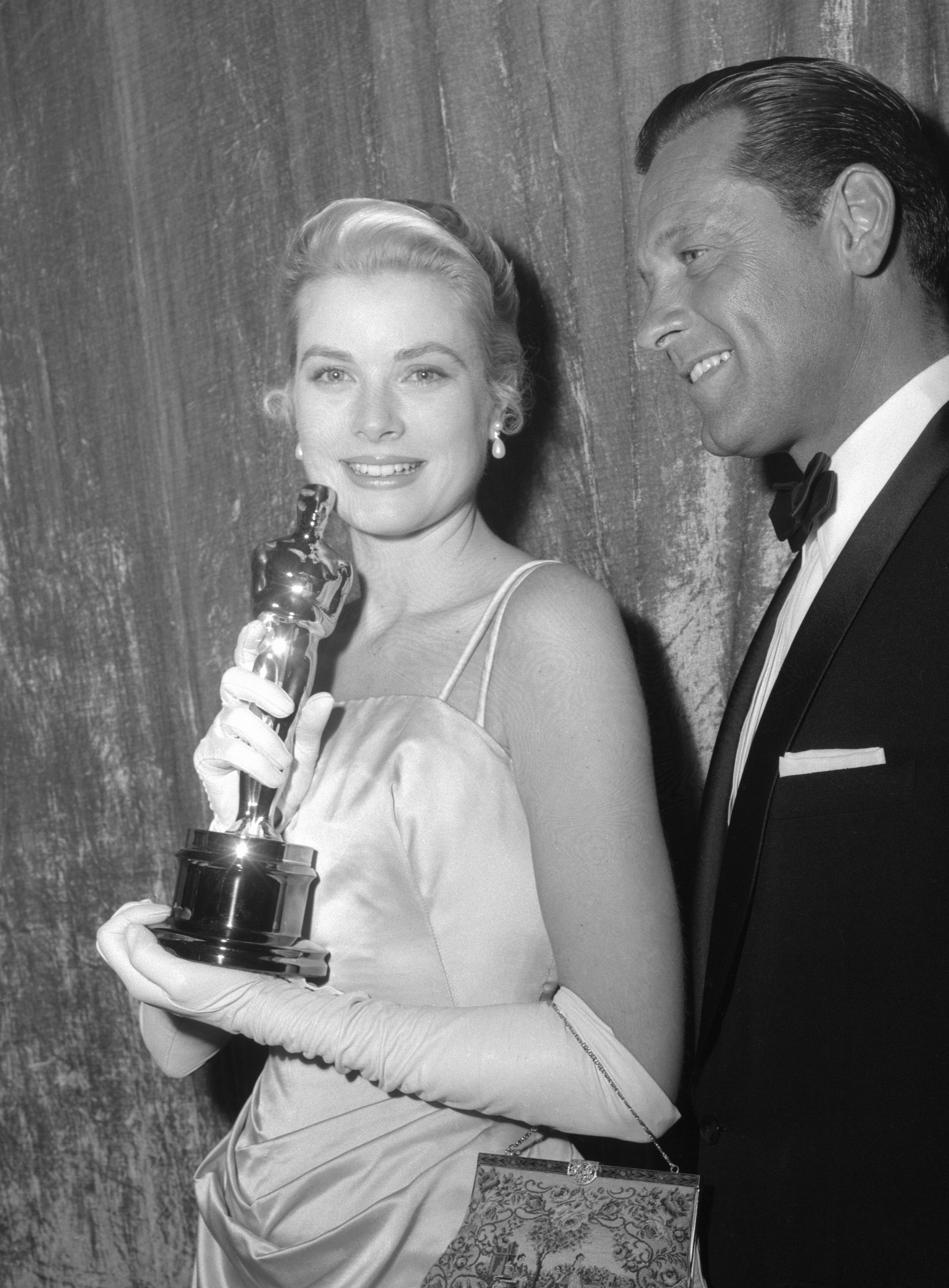
Grace Kelly et William Holden lors de la cérémonie des Oscars.

- Oscar de la meilleure actrice : Grace Kelly
- Oscar du meilleur scénario adapté: George Seaton.

Il fut également nommé pour :
- Oscar du meilleur acteur : Bing Crosby
- Oscar du meilleur réalisateur : George Seaton
- Oscar du meilleur film: William Perlberg
- Oscar de la meilleure direction artistique : Hal Pereira, Roland Anderson, Samuel M. Comer, Grace Gregory
- Oscar de la meilleure photographie : John F. Warren.

Golden Globes
- Golden Globe de la meilleure actrice dans un film dramatique : Grace Kelly.

Ainsi que de nombreuses autres nominations et sélections : BAFTA Writers Guild of America...
Festival de Cannes
Le film a été présenté en sélection officielle en compétition au Festival de Cannes 1955.